# قائمة الأزمات المصرفية
قائمة الأزمات المصرفية  هي قائمة بالأزمات المالية التي تؤثر على النشاط المصرفي، الأزمات المصرفية تتضمن: هروب مصرفي: والتي تؤثر على المصارف المفردة؛ الذعر المصرفي: والتي تؤثر على العديد من المصارف، بالإضافة للأزمات المصرفية الشاملة: تحدث في البلدان التي تواجه فيها العديد من المؤسسات المالية صعوبات في سداد التزاماتها الماليّة .

## هروب مصرفي
يحدث الانهيار المصرفي عندما يقدم عدد كبير من عملاء المصرف على سحب ودائعهم لاعتقادهم بأن المصرف قد يفشل وينهار، وأشهر الهروبات المصرفية انهيار مصرف نورثن روك البريطاني.

## الذعر المصرفي والأزمة المصرفية الشاملة

### القرن الثامن عشر
- أزمة 1772–1773
- ذعر 1792
- ذعر 1796–1797

### القرن التاسع عشر
- ذعر 1819
- ذعر 1825
- ذعر 1837, ركود الاقتصاد الأمريكي مع فشل النظام المصرفي وكساد لمدة خمس سنين
- ذعر 1847
- ذعر 1857, ركود الاقتصاد الأمريكي مع فشل النظام المصرفي
- ذعر 1866
- ذعر 1873, ركود الاقتصاد الأمريكي مع فشل النظام المصرفي وكساد لمدة أربع سنين
- ذعر 1884
- ذعر 1890
- ذعر 1893, ركود الاقتصاد الأمريكي مع فشل النظام المصرفي
- الأزمة المصرفية الأسترالية 1893

### القرن العشرون
- ذعر 1907, ركود الاقتصاد الأمريكي مع فشل النظام المصرفي
- الكساد العظيم, أسوأ الأزمات المالية في القرن العشرين
- الأزمة المصرفية الثانوية 1973–1975 في المملكة المتحدة
- فقاعة تسعير الأصول اليابانية (1986–2003)
- أزمة القروض والودائع في الولايات المتحدة ثمانينيات وتسعينيات القرن العشرون
- الأزمة المصرفية الفنلندية (تسعينيات القرن العشرون)
- الأزمة المصرفية السويدية (تسعينيات القرن العشرون)
- الأزمة المصرفية الفنزويلية 1994
- 1997 الأزمة الاقتصادية الآسيوية
- 1998 الأزمة الاقتصادية الروسية
- الأزمة الاقتصادية الأرجنتينية (1999–2002)

### القرن الحادي والعشرون
- 2002 الأزمة المالية الأوروغوية
- الأزمة المالية 2007–2010 تتضمن:

- أزمة الرهن العقاري في الولايات المتحدة بدأت عام 2007
- 2008 حزمة الإنقاذ المصرفية البريطانية
- 2008–2009 الأومة المصرفية البلجيكية
- 2008–2009 الأزمة المالية الأيسلندية
- 2008–2010 الأزمة المصرفية الإيرلندية
- 2008–2009 الأزمة المالية الروسية
- 2008–2009 الأزمة المالية الإسبانية
- 2008–2009 الأزمة المالية الأوكرانية